# Chiesa di San Nicola Vescovo (Brindisi Montagna)
La chiesa di San Nicola Vescovo è la parrocchiale di Brindisi Montagna, in provincia di Potenza e arcidiocesi di Acerenza; fa parte della zona pastorale Basentana.

## Storia
Il 29 giugno 1595 venne espresso dai capofamiglia brindisini il giuramento di provvedere alla costruzione di una nuova chiesa sui resti di un'antica cappella ridotta in macerie dall'evento sismico del 1456; l'edificio fu ultimato nel 1627.
Nel 1727 fu nominato il primo sacerdote di rito romano, don Gerardo Amati, il quale provvide a far rimaneggiare la parrocchiale, che assunse la conformazione con pianta a croce latina.
Il 22 novembre 1768 un fortissimo vento distrusse la cupola del campanile, la quale negli anni seguenti venne ripristinata.
In seguito all'evento sismico del 1980 si procedette al consolidamento della parrocchiale e alla posa del nuovo pavimento.
Nel 2006 la chiesa fu dotata del nuovo impianto termico e quattro anni dopo venne adeguata alle norme postconciliari mediante l'aggiunta dell'altare rivolto verso l'assemblea e dell'ambone.

## Descrizione

### Esterno

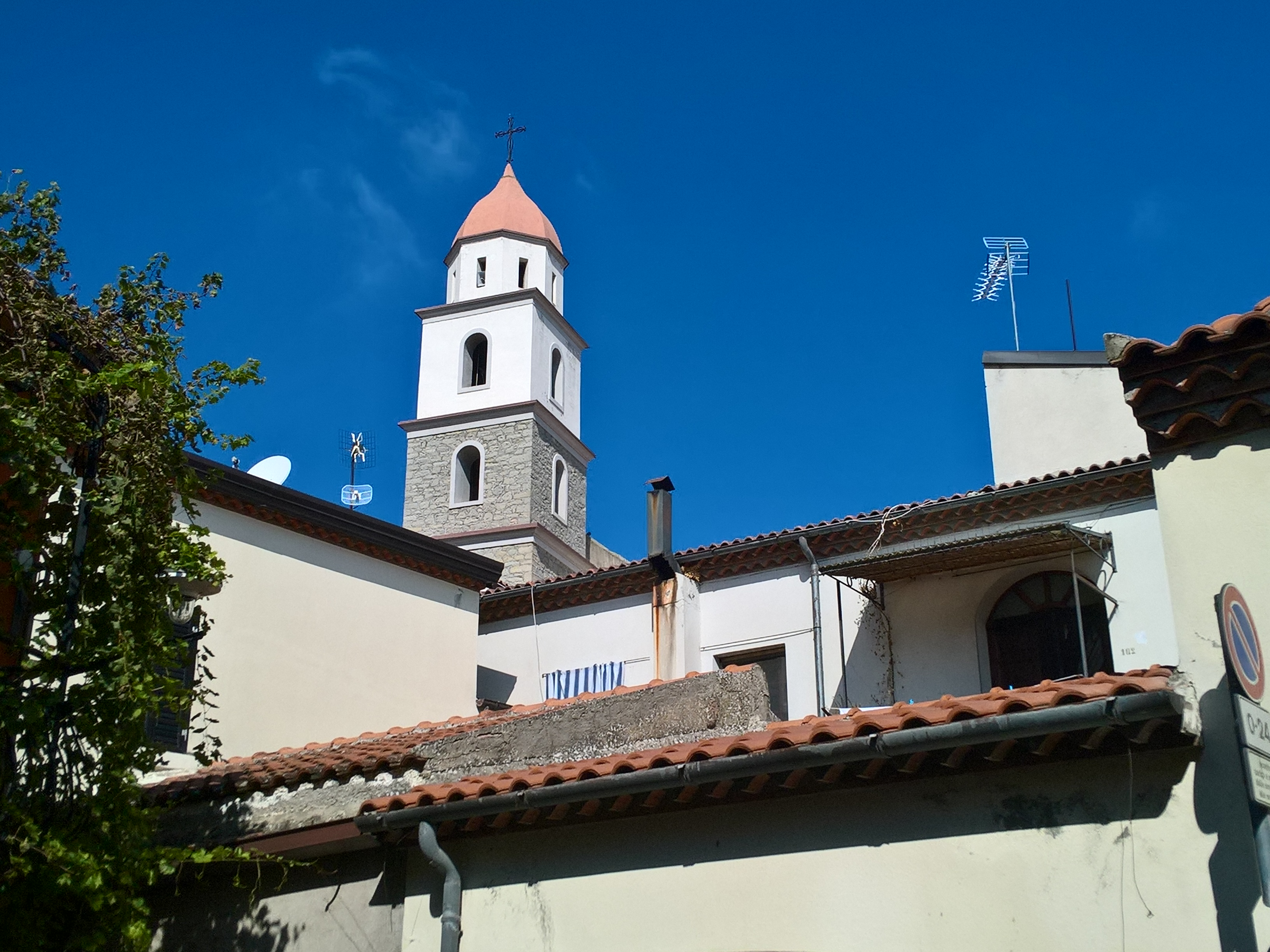
Il campanile

La facciata a salienti della chiesa, rivolta a oriente, si compone di tre parti: il corpo centrale, più alto e coronato dal timpano triangolare, presenta il portale d'ingresso architravato, una nicchia con statua e una finestra a tutto sesto, mentre le due ali laterali sono caratterizzate da finestrelle quadrate.
Accanto alla parrocchiale si erge il campanile a pianta quadrata, suddiviso da cornici marcapiano in più registri; la cella presenta su ogni lato una monofora ed è coperta dalla cupola poggiante sul tamburo ottagonale, caratterizzato da finestrelle.

### Interno

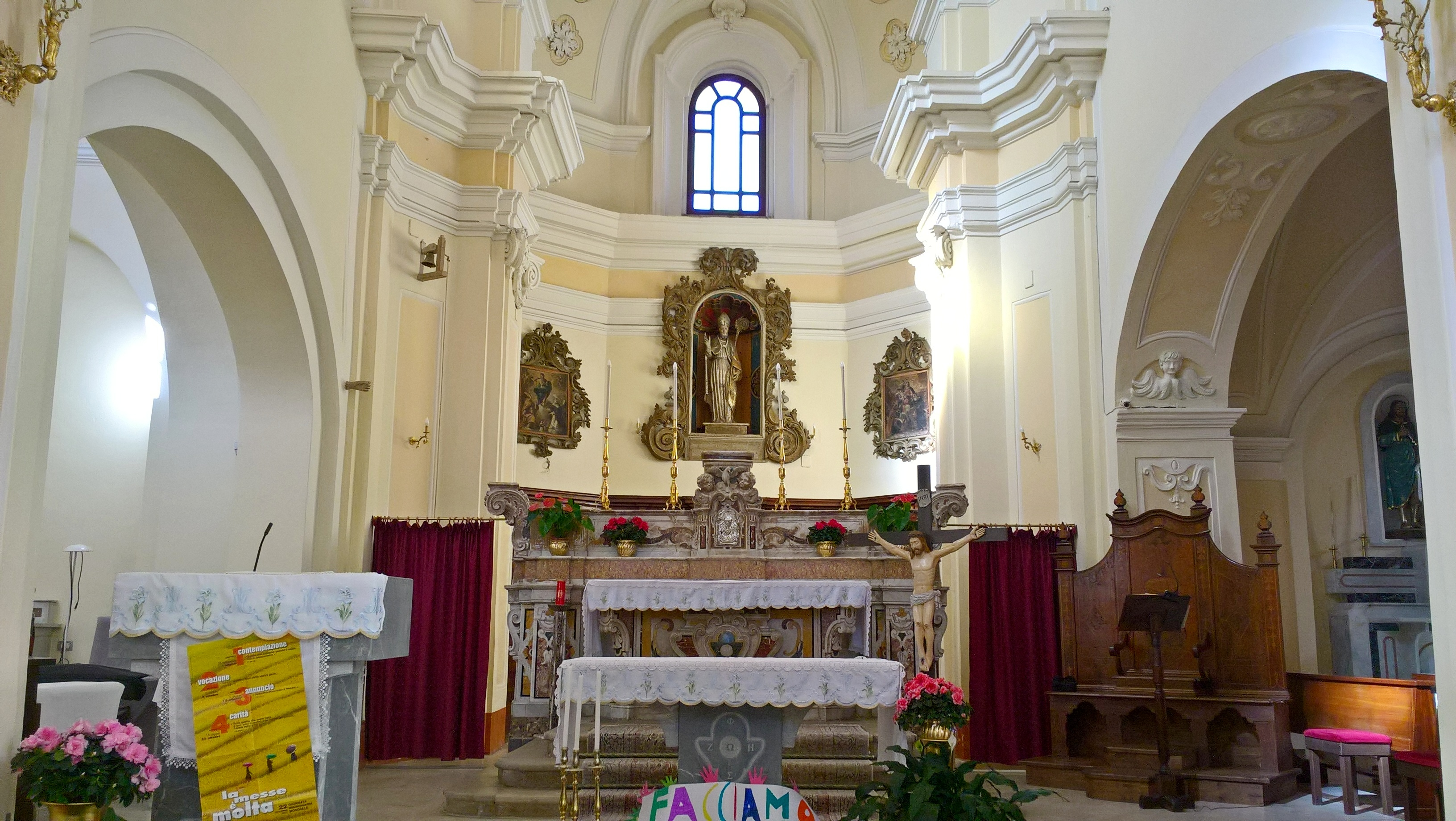
L'interno

L'interno dell'edificio, la cui pianta è a croce latina, si compone di tre navate con cappelle laterali, separate da pilastri quadrangolari sorreggenti gli archi a tutto sesto e abbelliti da lesene sopra i cui capitelli corre la trabeazione modanata e aggettante sulla quale si imposta la volta; al termine dell'aula si sviluppa il presbiterio, rialzato di tre gradini, ospitante l'altare maggiore e chiuso dalla parete piatta.
Qui sono conservate diverse opere di pregio, tra le quali la statua con soggetto San Rocco, donata nel 1672 da Bonaventura Montulli, le tre statue raffiguranti l'Addolorata, Gesù legato alla colonna e Gesù morto, scolpite da Giovanni Maria Netri, e alcune tele eseguite dal Pietrafesa.